# Zschaitz-Ottewig
Zschaitz-Ottewig es un municipio situado en el distrito de Sajonia Central, en el estado federado de Sajonia (Alemania), a una altitud de 140 metros. Su población a finales de 2016 era de unos 1300 habitantes y su densidad poblacional, 71 hab/km².